# Differt
Differt (prononcé /difɛʁt/, Déifert en luxembourgeois) est un village de la commune belge de Messancy située en Région wallonne dans la province de Luxembourg. 
Il est situé en Lorraine belge et plus particulièrement dans le Pays d'Arlon où le luxembourgeois est la langue vernaculaire traditionnelle, la région étant limitrophe avec le Luxembourg.

## Histoire

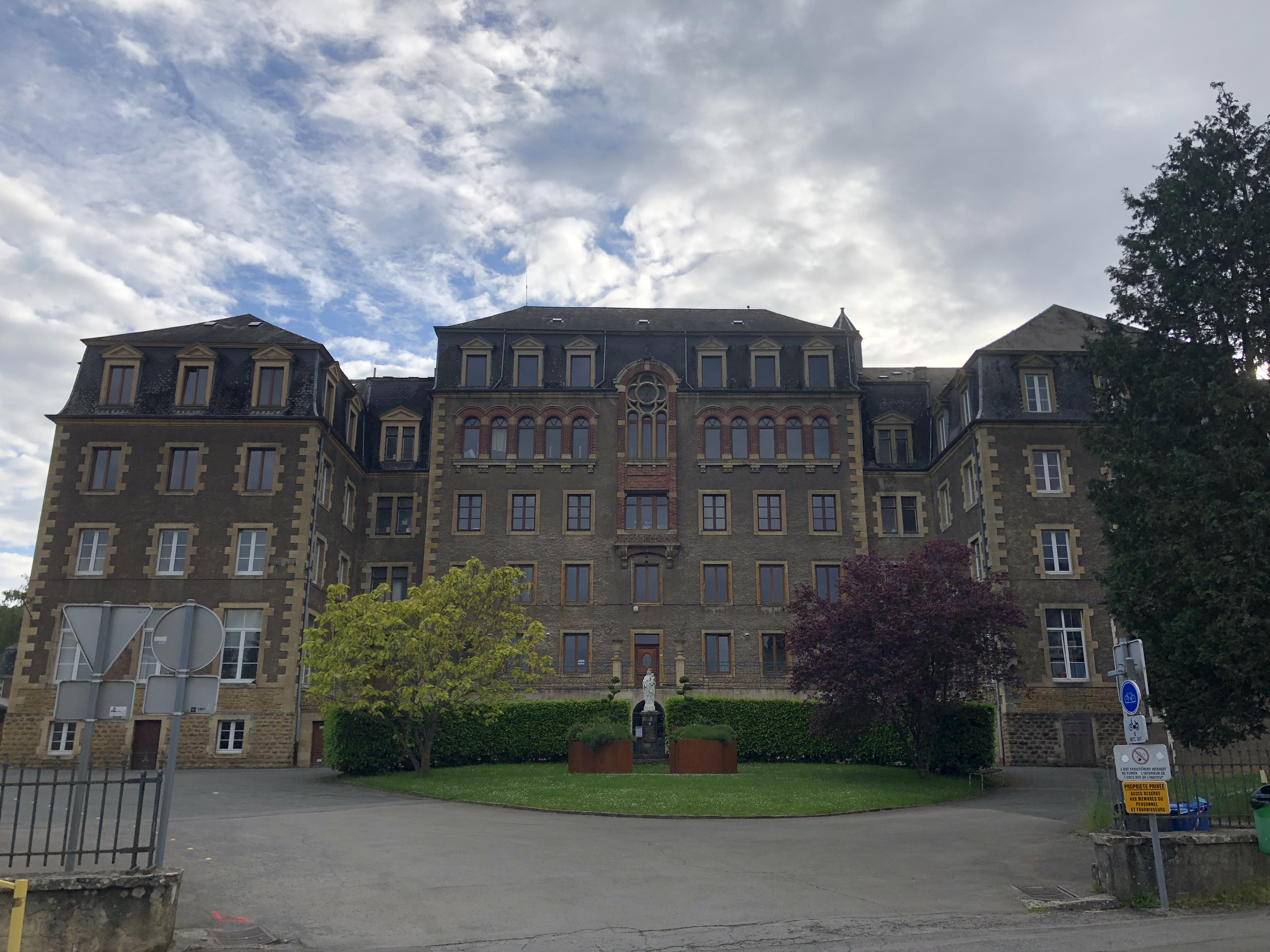
L'Institut dédié à la Sainte Famille de Nazareth, créé par les Pères Maristes.

L'histoire de Differt est liée à la route nationale 883 qui traverse le village et est une réminiscence de l'ancienne route impériale d'Arlon à Longwy, construite à l'époque des Pays-Bas autrichiens et achevée sous le règne de l'impératrice Marie-Thérèse en 1772. 
C'est cette route que l'armée révolutionnaire française emprunta pour attaquer Arlon en provenance de la citadelle de Longwy lors de la seconde annexion française des États de Belgique. C'est également le long de celle-ci que fut établie la frontière entre la Belgique et le Luxembourg, adoptée lors de la scission du Grand-duché de Luxembourg par le traité des XXIV articles le 19 avril 1839. Initialement prévue sur base de critères linguistiques, la scission vit le Pays d'Arlon (incluant Differt) pourtant de langue luxembourgeoise, être rattaché à la Belgique à la demande expresse du ministre français Talleyrand, afin de soustraire cet axe reliant à l'époque Metz à Liège, à l'influence de la confédération germanique, dont le Grand-duché de Luxembourg faisait alors partie.
A la fin du XIXe siècle, les Pères Maristes fondent un institut dédié à la Sainte Famille de Nazareth le long de la route nationale et érigent l'école actuelle entre 1893 et 1898 après avoir racheté la maison de Jean-Bernard Marlet datant de 1805. Il est aujourd'hui une école d'enseignement secondaire du groupe Cardijn-Lorraine.
Dans les années 1970 après l'aménagement de la nationale 81 qui borde le village du côté oriental, un hypermarché Carrefour (qui deviendra le shopping Cora actuel), ouvre ses portes en octobre 1974, bientôt suivi par tout un zoning commercial appelé « le Triangle », juste en face du village, vers Turpange.
En 2022, une nouvelle voirie est créée à Differt, le long de la rue de l'Institut, où vient s'ériger les résidences dites du « grand Marlet ».
En juin 2023, le pont enjambement la N81 est réhabilité et rehaussé de 25 cm, puis rouvert à la circulation

## Géographie

### Cours d'eau

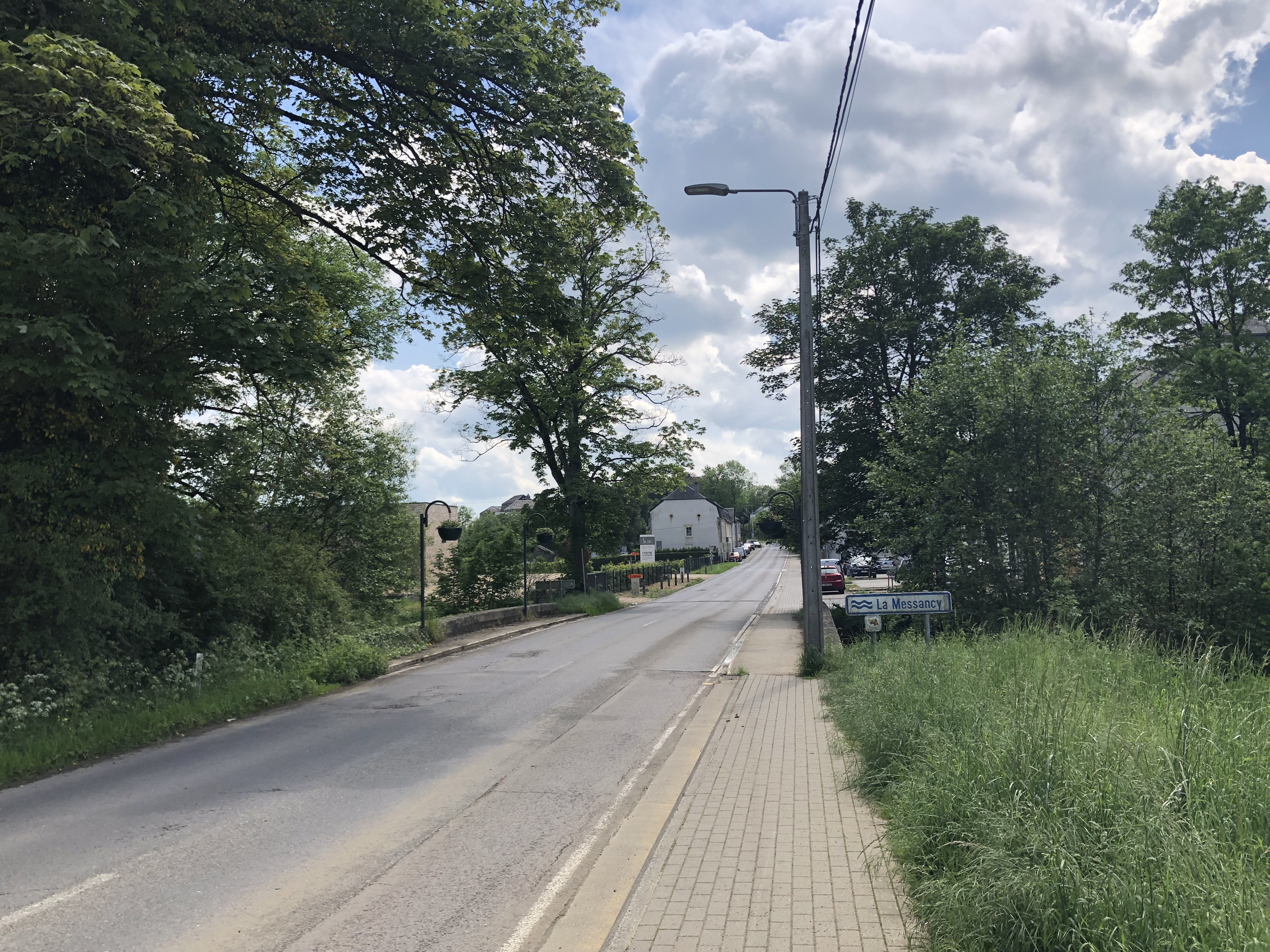
Le pont de la route nationale 883 sur la Messancy.

Differt est bordé au nord et à l’est par la Messancy, un affluent de la Chiers.

### Situation
Differt fait partie de la section de Messancy.

## Démographie
Differt compte, au 1er janvier 2020, 208 habitants (105 hommes et 103 femmes).

## Personnalités
- Jean-Bernard Marlet (1760 - 1834), juge de paix du Grand-duché de Luxembourg et membre du Congrès national belge y vécut.